# Міщенко Володимир Васильович
Володи́мир Васи́льович Мі́щенко  — старший сержант Збройних сил України, учасник російсько-української війни, що відзначився в ході російського вторгнення в Україну. Герой України (2024).

## Життєпис
Під час російського вторгнення в Україну служить командиром зенітно-ракетного взводу у складі 110-ї окремої механізованої бригади імені генерал-хорунжого Марка Безручка. Тримав оборону в районі Авдіївки, де розрахунки взводу під його командуванням знищили дев'ять літаків Су-25 та 2 гелікоптери Мі-24.

## Нагороди
- Звання Герой України з врученням ордена «Золота Зірка» (23 серпня 2024) — за особисту мужність і героїзм, виявлені у захисті державного суверенітету та територіальної цілісності України, самовіддане служіння Українському народові[2]. Вручення нагороди відбулось 24 серпня 2024 року в Києві з нагоди урочистостей до 33-ї річниці незалежності України.[1]